# El fin de la comedia
El fin de la comedia es una serie española de televisión de género comedia dramática protagonizada por el cómico Ignatius Farray, en la que se muestra, de forma ficticia, su vida dentro y fuera de los escenarios. La serie tuvo su estreno el 7 de noviembre de 2014. Según el propio Ignatius Farray, la serie trata sobre la encrucijada de la madurez rondando los 40.
El 24 de junio de 2017 Comedy Central estrena la segunda temporada. En esta ocasión el personaje de Ignatius descubre que sufre de miocardiopatía hipertrófica y a partir de entonces, su manera de encarar la realidad cambia de forma radical.

## Promoción
Las semanas previas al estreno, se reprodujeron los dos primeros capítulos en el Festival de Series de Canal+, que tuvo lugar en Madrid, Barcelona y Málaga entre el 17 de octubre y 1 de noviembre. La serie se estrenó el día 7 de noviembre a las 23:30 en el canal Comedy Central.

## Reparto
La serie está protagonizada por Ignatius Farray y son muchos los actores, cómicos, periodistas o raperos que interpretan papeles episódicos o bien realizan algún cameo, como: Valeria Ros, Javier Cansado, Raúl Arévalo, Andreu Buenafuente, Joaquín Reyes, Patricia Sornosa, Miki Esparbé, Verónica Forqué, Javier Botet, Juanra Bonet, Juan Cavestany, Iñaki Gabilondo, Willy Toledo, Natalia de Molina, Ricardo Castella, Ernesto Sevilla, El Chojin, Arkano, Dani Rovira, Luis Bermejo, Marta Fernández Muro, David Broncano, Quequé, Manuel Burque, Hovik Keuchkerian, Boré Buika, Bárbara Santa-Cruz, Luis Callejo, Iggy Rubín, Kaco Forns, Jaime Muela, Maite Sandoval, Juan Carlos Librado "Nene", Lorena Iglesias, Daniel Castro, Miguel Campos, Lalo Tenorio, Aixa Villagrán o Alberto González Vázquez.

## Premios y nominaciones
| Premio                           | Año  | Categoría                                         | Nominado                                      | Resultado | Ref.   |
| -------------------------------- | ---- | ------------------------------------------------- | --------------------------------------------- | --------- | ------ |
| Premios Emmy Internacional       | 2018 | Mejor serie de comedia                            | El fin de la comedia                          | Nominada  | [ 7 ]  |
| Celtic Media Festival Awards     | 2018 | Mejor serie de comedia                            | El fin de la comedia                          | Nominada  | [ 8 ]  |
| Premios Feroz                    | 2018 | Mejor serie de comedia                            | El fin de la comedia (T2)                     | Nominada  | [ 9 ]  |
| Seoul International Drama Awards | 2017 | Mejor actor de serie de comedia                   | Ignatius Farray                               | Nominado  | [ 10 ] |
| FesTVal                          | 2017 | Premio Alma al mejor guion de serie de televisión | Raúl Navarro, Miguel Esteban, Ignatius Farray | Ganadores | [ 11 ] |
| MIM Series Festival              | 2015 | Mejor actor de serie de comedia                   | Ignatius Farray                               | Ganador   | [ 12 ] |